# Bone Palace Ballet
Bone Palace Ballet è il secondo full-length album pubblicato dalla post-hardcore band Chiodos.

## Il disco
Il titolo dell'album è tratto da una poesia di Charles Bukowski. L'album ha debuttato al #5 della classifica U.S. Billboard 200, vendendo circa 39000 copie nella sua prima settimana. Ad ottobre 2007, l'album ha venduto 61000 copie.

## I brani
- "I Didn't Say I Was Powerful, I Said I Was a Wizard" era originariamente intitolata "A Final Opinion is of Less Value Than an Appreciation of and Tolerance for Obscurity", cioè come un verso del ritornello della canzone.
- "Teeth the Size of Piano Keys" è stata ispirata dal poema "I'm in Love" di Charles Bukowski. Tra i versi che hanno ispirato la canzone, compaiono: "...I dropped all my lovers. I stood up [in a cafe] and screamed I'M IN LOVE" e "...through the eyes: hatred, centuries deep and true. I was wrong [and] graceless and sick. All the things I had learned had been wasted. There was no living creature as foul as I and all my poems were false."
- Nick Martin, della band Underminded, ha cantato come ospite sulle tracce "Bulls Make Money, Bears Make Money, Pigs Get Slaughtered" e "The Undertaker's Thirst for Revenge Is Unquenchable (The Final Battle)".
- Jesse Korman, della band The Number 12 Looks Like You, ha cantato come ospite sulle tracce "Is It Progression If a Cannibal Uses a Fork?" e "Bulls Make Money, Bears Make Money, Pigs Get Slaughtered".

## Tracce
1. Is It Progression If a Cannibal Uses a Fork? – 3:26
2. Lexington (Joey Pea-Pot with a Monkey Face) – 5:22
3. Bulls Make Money, Bears Make Money, Pigs Get Slaughtered – 3:28
4. A Letter from Janelle – 3:16
5. I Didn't Say I Was Powerful, I Said I Was a Wizard – 4:09
6. Teeth the Size of Piano Keys – 3:23
7. Life Is a Perception of Your Own Reality – 3:46
8. If I Cut My Hair, Hawaii Will Sink – 2:23
9. Intensity in Ten Cities – 4:34
10. The Undertaker's Thirst for Revenge Is Unquenchable (The Final Battle) – 4:43

## Formazione
- Craig Owens - voce
- Jason Hale - chitarra
- Pat McManahan - chitarra
- Bradley Bell - tastiere
- Matt Goddard - basso
- Derrick Frost - batteria